# Don Gibson
Donald Eugene „Don“ Gibson (* 3. April 1928 in Shelby; North Carolina; † 17. November 2003) war ein US-amerikanischer Country-Sänger und -Songschreiber. Zu seinen bekanntesten Songs zählen I Can’t Stop Loving You, Oh Lonesome Me, Sea of Heartbreak und A Legend in My Time.

## Werdegang

### Familie
Gibson wurde 1928 als jüngstes der fünf Kinder von Solon und Mary Magdalene Gamble Gibson in North Carolina geboren. 1930 starb sein bei der Eisenbahn beschäftigter Vater; die Familie zog danach zum Stiefvater auf dessen Farm. Schüchtern und stotternd verließ Don Gibson bereits nach der zweiten Klasse 1936 die Grundschule, um der Familie in der Landwirtschaft zu helfen. In der Freizeit brachte er sich das Gitarrespielen bei, womit er in Kneipen 30 Dollar wöchentlich verdiente. 1940 verließ er die Farm, um mit der Musik Geld zu verdienen.

### Erste Auftritte
Bereits 1942 war er Berufsgitarrist, 1944 gründete er mit Ned Costner (Fiddle) und Howard „Curly“ Sisk (Gitarre) die Sons of the Soil mit Gibson als Bassist und Sänger, die im selben Jahr beim lokalen Radiosender WOHS angestellt wurden und einen ähnlichen Musikstil wie die Sons of the Pioneers pflegten. Dort traten sie auch als Hi-Lighters auf, die einen kompletten Personalwechsel mit Billy Roberts (Trompete), Doc Whitmire (Akkordeon), Howard Sisk (Gitarre/Gesang), Jim Barber (Fiddle) und Gründer Milton Scarborough (Akkordeon/Gesang) durchmachten. Eine erste Tonaufnahme wurde von Musikproduzent Murray Nash bei der Radiostation WBBO in Forrest City, North Carolina, im Oktober 1948 für Mercury Records organisiert. Hieraus entstanden in der Besetzung Howard Sisk (Gitarre/Gesang), Jim Barber (Fiddle/Gesang) und Milton Scarborough (Akkordeon/Gesang) mit Don als Sänger und Bassist die Singles Cloudy Skies (Februar 1949) und Automatic Mama (April 1949), die keine Hitparadenresonanz einbrachten. Gibsons erste Komposition war im Oktober 1948 Why am I so Lonely, die in jener Session aufgenommen wurde und Maßstab für spätere Textinhalte werden sollte.

Don Gibson & His King Cotton Kinfolks - I Love No One But You (Januar 1951)

Häufige Wechsel der Plattenfirmen und Bandmitglieder waren nun an der Tagesordnung. Gibsons neue Band hieß ab 1950 Don Gibson & His King Cotton Kinfolks, die bei Steve Sholes für RCA Records vorspielte. Am 17. Oktober 1950 standen sie vor den Mikrofonen des Radiosenders WSOC in Charlotte, North Carolina, unter Produktionsregie von Steve Sholes, der auch eine erstmals in Nashville stattfindende Aufnahmesession am 10. Oktober 1951 überwachte. Erste Erwähnung gab es im Magazin Billboard im Januar 1951, als dort die Single I Love No One But You / Carolina Breakdown (B-Seite war eine Instrumentalaufnahme) in der Country-Sparte für RCA vorgestellt wurde, sich jedoch ebenfalls nicht platzieren konnte. Mit dieser Band trat er 1952 in der von der Radiostation WNOX übertragenen Country-Sendung Tennessee Barn Dance auf, wodurch WNOX auf ihn aufmerksam wurde. Im August 1952 wechselte Gibson von RCA zu Columbia Records. Im Jahr 1953 heuerte er den Bluegrass-Fiddler Kenneth Clayton „Kenny“ Baker (* 26. Juni 1926, † 8. Juli 2011) für die Auftritte im Tennessee Barn Dance an, dem er viele Jahre lang angehörte. Kurz danach löste sich seine letzte Band auf, sodass für Studioaufnahmen nunmehr Sessionmusiker rekrutiert wurden.
Die Dichte der Aufnahmetermine war noch vergleichsweise gering, denn sie fanden für Gibson nur im jährlichen Rhythmus statt. Als er am 12. September 1955 seine selbst komponierte Ballade Sweet Dreams für MGM Records aufnahm, wurde der größte Country-Musikverlag Acuff Rose Music Publishing auf ihn aufmerksam. Mitinhaber Wesley Rose heuerte ihn als Komponist an. Mit einem Rang neun in der Country-Hitparade war es für Don Gibson die erste und bislang einzige Hitparadenausbeute, erfolgreich gecovert von Faron Young (Rang zwei). Patsy Cline nahm Sweet Dreams kurz vor ihrem Tod auf und brachte den Titel im Mai 1963 bis auf Rang fünf der Charts. Eine Vielzahl weiterer Interpreten griff diesen Titel auf, auch Reba McEntire (7. Februar 1979; #19). Damit war Gibson in Nashville angekommen, das sich zunehmend als Zentrum der amerikanischen Country-Musik etablierte.

### Erfolgsjahre
Auch RCA hatte diesen Trend erkannt und Anfang 1957 in Nashville das mit modernster Studiotechnik ausgestattete Studio B eröffnet. Am 25. Februar 1957 leitete der virtuose Country-Gitarrist Chet Atkins erstmals Gibsons Aufnahmesession, nachdem dieser nach fünfjähriger Abwesenheit zu RCA zurückgekehrt war. Anfang 1957 hatte Atkins die Studioleitung in Nashville von Steve Sholes übernommen, der sich weitgehend auf die Produktionsarbeit mit Elvis Presley konzentrieren musste; Atkins blieb Gibsons Produzent bis 1964. Als am 3. Dezember 1957 die Gibson-Kompositionen Oh Lonesome Me und I Can’t Stop Loving You eingespielt wurden, änderte sich für den bisher über 10 Jahre hinweg relativ erfolglosen Countrysänger die Situation. Gibson war nun einer der ersten, die vom Nashville Sound profitierten, denn beide Titel erfüllten bereits die musikalischen Voraussetzungen dieses Stils. Chet Atkins hatte hierfür die Fiddles herausgenommen und die Steelguitar abgeschwächt. Es handelte sich um zwei der frühen Country-Hits, die als Crossover in die Pop-Hitparade vordringen konnten.

Don Gibson - I Can’t Stop Loving You

Ole Lonesome Me war eigentlich der Originaltitel, daraus entstand jedoch Oh Lonesome Me als unkorrigiert gebliebener Schreibfehler einer Sekretärin im Tonstudio. Nach Veröffentlichung im Dezember 1957 belegte Oh Lonesome Me Platz eins der Country-Charts für 8 Wochen und Rang sieben der Pop-Hitparade. Nun hatte der Markt offenbar Gibsons Talente wahrgenommen. Gut verkaufte Platten und gute Platzierungen in der Country-Hitparade waren danach der Tophit Blue Blue Day (26. Juni 1957; Rang eins), Give Myself a Party (aufgenommen am 27. Februar 1958; Rang fünf) und Look Who's Blue aus derselben Session (Rang acht), Who Cares (26. September 1958; Rang drei), Don't Tell Me Your Troubles (16. März 1959; Rang fünf) oder Just One Time (3. Januar 1960; Rang 2). Einer seiner größten Hits, Sea of Heartbreak (5. April 1961; Rang zwei), stammte nicht aus seiner Feder, sondern von Hal David und Paul Hampton, klang jedoch textlich deutlich nach Gibsons melancholischer Schreibweise.
Im November 1959 wurde er zum besten Songwriter der Country-Musik für das Jahr 1959 gewählt und verwies die Erfolgsautoren Boudleaux und Felice Bryant auf den zweiten Rang. Am längsten blieb Gibson dem Plattenlabel RCA treu, nämlich vom März 1957 bis September 1970, als er zu Hickory Records wechselte, das dem Musikverlag Acuff-Rose gehörte. Hier brachte er ab August 1971 eine Vielzahl von Duetten mit Sue Thompson bis April 1975 heraus. Als Solist gelang ihm jedoch sein letzter Nummer-eins-Hit, Woman (Sensuous Woman) (11. April 1972; #1), geschrieben von Gary S. Paxton. Alkohol und andere Drogen warfen ihn ab 1980 zurück, erst 1984 betrat er wieder ein Tonstudio. Am 22. Oktober 1985 machte er seine letzten Aufnahmen, nämlich im Tonstudio von seinem Mitentdecker Chet Atkins; Hits erbrachte die Session nicht mehr. Danach zog er sich aus dem Musikgeschäft zurück.
Seit dem Jahr 2000 wurde er über eine Ernährungssonde künstlich ernährt; seine vierte Frau Barbara „Bobbi“ Patterson Gibson, die er am 4. Juni 1967 geheiratet hatte, pflegte ihn. Don Gibson starb 2003 im Krankenhaus und ist auf dem Sunset Cemetery seiner Geburtsstadt Shelby begraben.

## Statistik, Coverversionen und Auszeichnungen
Don Gibson hat BMI zufolge 201 Songs geschrieben; für 15 erhielt er einen BMI-Award. Alleine seine Komposition I Can't Stop Loving You erschien in mindestens 700 Coverversionen, am erfolgreichsten war der Millionenseller von Ray Charles. Roy Orbison nahm ein ganzes Album mit Gibson-Songs auf, das im November 1966 unter dem Titel Roy Orbison Sings Don Gibson erschien. Mit Too Soon to Know (1. Juni 1966) hatte Orbison einen Pop-Hit in Großbritannien (Rang 3). Ronnie Milsap machte aus Gibsons (I’d Be) A Legend in my Time (November 1974) einen Top-Hit in den Country-Charts.
Insgesamt konnte Gibson 82 Titel in den Country-Charts platzieren, davon 65 in den Top40. Von seinen Country-Hits gelangten zwischen 1958 und 1961 insgesamt 14 in die Pop-Hitparade. Als Elvis Presley zufällig im RCA-Studio den typischen Zweifinger-Gitarrenstil Gibsons hörte und Chet Atkins fragte, wer das sei, antwortete dieser: „That’s Don Gibson“. 1958 trat Gibson erstmals in der Grand Ole Opry auf, 1973 wurde er in die Songwriters Hall of Fame, 2001 in die Country Music Hall of Fame gewählt.

## Diskografie (Singles, Auswahl; Erscheinungsdatum)
Mercury Records (als The Sons Of The Soil):
- Cloudy Skies / I Lost My Love (The Color Song) (#6158), Februar 1949
- Automatic Mama / Why Am I So Lonely (#6178), April 1949

RCA Victor (als King Cotton Kinfolks):
- I Love No One But You / Carolina Breakdown (48-0424), Januar 1951
- Wiggle Wag / Roses Are Red (48-0460), April 1951
- Red Lips, White Lies, And Blue Hours / Just Let Me Love You (47-4364), Oktober 1951
- A Blue Million Tears / Dark Future (47-4473), Januar 1952

Columbia Records:
- No Shoulder To Cry On / We're Stepping Out Tonight, (4-20999), August 1952
- Sample Kisses / Let Me Stay In Your Arms (4-21060), Januar 1953
- Just Walkin' In The Moonlight / I Just Love The Way You Tell (4-21109), Mai 1953
- You Cast Me Out / Waitin' Down The Road (4-21156), September 1953
- Symptoms Of Love / Many Times I've Waited For You (4-21231), März 1954
- Selfish With Your Kisses / Ice Cold Heart (4-21281), Juli 1954

MGM Records:
- Run, Boy / I Must Forget You (K 12109), Oktober 1955
- Sweet Dreams / The Road Of Life Alone (K 12194), März 1956
- I Ain't Gonna Waste My Time / Ah-ha (K 12290), Juli 1956
- I Believed In You / What A Fool (I Was To Fall For You) (K 12331), September 1956
- I'm Gonna Fool Everybody / You're The Only One For Me (K 12393), Dezember 1956
- It Happens Everytime / I Ain't A-Studyin' You, Baby (K 12494), Juni 1957

RCA Victor:
- I Love You Still / I Can't Leave (47-6860), März 1957
- Sittin' Here Cryin' / Everything Turns Out For The Best (47-6942), Juni 1957
- Blue Blue Day / Too Soon To Know (47-7010), August 1957
- Oh, Lonesome Me / I Can’t Stop Loving You (47-7133), Dezember 1957
- Look Who's Blue / Give Myself A Party (47-7330), Mai 1958
- Who Cares (For Me) / Stranger To Me (47-7437), Dezember 1958
- I Couldn't Careless / Lonesome Old House (47-7505), April 1959
- Don't Tell Me Your Troubles / Heartbreak Avenue (47-7566), Juli 1959
- Big Hearted Me / I'm Movin' On (47-7629), Oktober 1959
- Just One Time / I May Never Get To Heaven (47-7690), Februar 1960
- Sweet Dreams / The Same Street (47-7805), Februar 1960
- What About Me? / The World Is Waiting For The Sunrise (47-7841), Februar 1961
- Sea Of Heartbreak / I Think It's Best (To Forget Me) (47-7890), Mai 1961
- Lonesome Number One / The Same Old Trouble (47-7959), Oktober 1961
- I Can Mend Your Broken Heart / I Let Her Get Lonely (47-8017), März 1962
- Baby, We're Really In Love / So How Come (No One Loves Me) (47-8085), September 1962
- Head Over Heels In Love With You / It Was Worth At All (47-8144), Februar 1963
- Anything New Gets Old / After The Heartache (47-8192), Juni 1963
- Oh, Such A Stranger / Fireball Mail (47-8367), Mai 1964
- Cause I Believe In You / A Love That Can't Be (47-8456), Oktober 1964
- You're Going Away / Again (47-8589), Mai 1965
- Watch Where You're Going / There's A Big Wheel (47-8678), September 1965
- A Born Loser / All The World Is Lonely Now (47-8732), Dezember 1965
- (Yes) I'm Hurtin' / My Whole World Is Hurt (47-8812),  April 1966
- Funny, Familiar, Forgotten Feelings / Forget Me (47-8975), Oktober 1966
- Lost Highway / Around The Town (47-9177), April 1967
- All My Love / No Doubt About It (47-9266), Juli 1967
- Ashes Of Love / Good Morning, Dear (47-9460), Februar 1968
- It's A Long, Long Way To Georgia / Low And Lonely (47-9563), Juni 1968
- Ever-Lovin', Never-Changing Mind / Thoughts (47-9663), November 1968
- Rings Of Gold / Final Examination (47-9715), Januar 1969 mit Dottie West
- Solitary / I Just Say Goodbye To My Dreams (74-0143), April 1969
- Sweet Memories / How's The World Treating You? (74-0178), Juni 1969
- Half As Much / I Will Always (74-0219), August 1969
- There's A Story (Goin' Round) / Lock, Stock, And Teardrops (74-0291), November 1969 mit Dottie West
- 'Til I Can't Take It Anymore / I Love You Because (47-9867), Juni 1970 mit Dottie West
- Montego Bay / If My Heart Had Windows (47-9906), September 1970

Hickory Records:
- Pretending Everyday / Don't Take All Your Loving (K-1559), Februar 1970
- A Perfect Mountain / Would You Believe Me (K-1571), Juni 1970
- Comfort For Your Mind / Someway (K-1579), September 1970
- Guess Away The Blues / I Wanna Live (K-1588), Januar 1971
- (I Heard That) Lonesome Whistle / Window Shopping (K-1598), Mai 1971
- The Two Of Us Together / Oh, Yes I Love You (K-1607), August 1971 mit Sue Thompson
- Country Green / Move It On Over (K-1614), Oktober 1971
- What's Happened To Me / Far, Far Away (K-1623), Februar 1972
- Love's Garden / Did You Ever Think (K-1629), April 1972 mit Sue Thompson
- Woman (Sensuous Woman) / If You Want Me To I'll Go (K-1638), Mai 1972
- Over There's A Door / I Think They Call It Love (K-1646), Juli 1972 mit Sue Thompson
- Watching It Go / Is This The Best I'm Gonna Feel (K-1651), Oktober 1972
- 'Cause I Love You / My Tears Don't Show (K-1654), Dezember 1972 mit Sue Thompson
- Lonesome Number One / If You're Going Girl (K-1661), Januar 1973
- Go With Me / The Two Of Us Together - 02-73 mit Sue Thompson
- Touch The Morning / Too Soon To Know (K-1665), April 1973
- Too Soon To Know / Touch The Morning (HK 301), Juni 1973
- That's What I'll Do / Sweet Dreams (HK 306), September 1973
- Snap Your Fingers / Love Is A Lonesome Thing (H 312), Dezember 1973
- Bring Back Your Love / Drinking Champagne (H 327), August 1974
- Pocatello / I'll Sing For You (H 338), Januar 1975
- I Wish Her Well / Funny, Familiar, Forgotten Feelings (H 345), Mai 1975
- Don't Stop Loving Me / Somebody's Words (H 353), August 1975
- You've Got To Stop Hurtin' Me / Blues In My Mind (H 365), Februar 1976
- Doing My Time / The World Is Waiting For The Sunrise (H 372), Mai 1976
- I'm All Wrapped Up On You / We Live In Two Different Worlds (AH-54001), Oktober 1976
- Fan The Flame, Feed The Fire / Bringin' In The Georgia Mail (AH-54010), Februar 1977
- If You Ever Get To Houston (Look Me Down) / It's All Over (AH-54014), Juni 1977
- When Do We Stop Starting Over / Love Is Not The Way (AH-54019), Oktober 1977
- Starting All Over Again / I'd Rather Die Young (AH-54024), Februar 1978
- The Fool / Every Song I Sang Would Be Blue (AH-54029), Mai 1978
- Oh, Such A Stranger / I Love You Because (AH-54036), September 1978
- Any Day Now / Look Who's Blue (AH-54039), November 1978